# Лиелсалас (болото)
Лие́лсалас (латыш. Lielsalas purvs) — болото и охраняемая природная территория в восточной части Латвии.

## Расположение
Расположено на Ерсикской равнине Восточно-Латвийской низменности, на территории Баркавской волости Мадонского края, в километре к юго-западу от волостного центра — села Баркава.

## Описание
Представляет собой верховое болото с включениями переходного типа в западной части. По состоянию на 2009 год занимает площадь в 178 гектаров.
Топи и озерца отсутствуют, устроена плотная сеть канав, которая на данный момент функционирует лишь частично, наблюдается естественное самовосстановление за счёт возобновления вегетации и зарастания с накоплением торфа в пересекающих болото канавах.
В некоторых местах (на 3,5 % всей территории) встречается очеретник белый.
Болото является местом кормёжки и частью естественного пути миграции некоторых видов животных между болотами Лубанской низины и заповедником Тейчи, в частности волков.

## Охрана
Охраняется с 1977 года. В 1999 году на территории болота был образован природный заказник площадью в 204 гектара.
Является важным местом охраны биотопа заболоченных лесов.
С 2011 года надзор за природным заказником осуществляют, находящиеся в подчинении министра охраны среды и регионального развития, учреждения прямого управления в структурной единице Агентства по охране природы при Латгальской региональной администрации.
В 2004 году территория болота была включена в список охраняемых природных зон стран Европейского союза Natura 2000.